# Guido Radi
Amava il popolo, l'Italia / L'ideal dell'avvenire / Boscaglia è morto per la nostra libertà!»
(La ballata della XXIII Brigata d'Assalto Garibaldi "Guido Boscaglia")
Guido Radi detto Boscaglia (Radicondoli, 5 marzo 1925 – Massa Marittima, 8 maggio 1944) è stato un partigiano italiano.

## Biografia
Nonostante la giovane età, Guido Radi già faceva parte della 23ª Brigata Garibaldi, operante nella Maremma toscana. La notte tra il 7 e l'8 maggio del 1944, con altri 5 uomini uscì dalla base partigiana posta sulle Carline e si diresse verso il ponte sul torrente Pavone con l'intento di sabotare le linee elettriche e telefoniche. La mattina seguente i sei caddero in un'imboscata dei militi fascisti e nello scontro a fuoco rimasero gravemente feriti Alvaro Betti detto "Ciocco" e lo stesso Radi.
Il primo venne trasportato d'urgenza alla base dai restanti partigiani, ma non superò la notte successiva nonostante le cure mediche. Guido Radi venne invece colpito alle gambe, rimase sul campo e venne torturato dai fascisti per rivelare i nomi dei compagni. In risposta il giovane riuscì a sparare un ultimo colpo dal suo moschetto, uccidendo uno dei torturatori, i quali non indugiarono a finire il giovane partigiano, seppellendolo sul posto. In seguito i tedeschi recuperarono il corpo del Boscaglia, straziandolo nel trasporto verso Massa Marittima come deterrente per la popolazione maremmana.
Il corpo straziato venne abbandonato nella piazza cittadina e fu recuperato da un'altra futura martire dei nazifascisti, Norma Parenti, che provvide alla sua sepoltura nel cimitero comunale, nonostante il diniego delle autorità.

## Riconoscimenti
Il nome "Boscaglia" venne successivamente ripreso dalla 23ª Brigata Garibaldi, che continuò a operare fra le province di Pisa, Siena e Grosseto per tutta la durata della guerra. A Radi vennero dedicate alcune ballate partigiane e un monumento sulla via che da Montieri porta a Massa Marittima.